# الصبحة (صعفان)

تعديل مصدري - تعديل

الصبحة هي إحدى قرى عزلة بني عراف بمديرية صعفان التابعة لمحافظة صنعاء، بلغ تعداد سكانها 547 نسمة حسب تعداد اليمن لعام 2004.